# Eritroleucemia
La eritroleucemia es una forma rara de leucemia mieloide aguda caracterizada por una proliferación de elementos eritropoyéticos en la médula ósea, eritroblastos con núcleos extraños, lobulados y mieloblastos patológicos en sangre periférica. Puede tener una evolución aguda o crónica. Denominada también enfermedad de Di Guglielmo, síndrome de Di Guglielmo y leucemia eritromieloblástica.

## Tipos
Se puede clasificar del siguiente modo:
- M6a; Eritroide/Mieloide (también llamada eritroleucemia).
- M6b; Malignidad puramente eritroide (también llamada mielosis eritrémica).

## Criterios diagnósticos de M6
M6a 
El 50% o más de todas las células nucleadas medulares son eritroblastos, diseritropoyesis prominente y un 30% o más de las células restantes (no eritroides) son mieloblastos.
 M6b ( Malignidad puramente eritroide)
En algunos casos raros la línea eritroide es el único componente obvio de la leucemia aguda y el componente mieloblástico no aparece. El componente eritroide consiste predominantemente o exclusivamente en proeritroblastos y eritroblastos basófilos tempranos. Estas células, en los afectados, constituyen el 90% o más de los elementos de la médula ósea. A pesar de esta carencia de mieloblastos, estos casos deberían ser considerados como leucemias agudas. En la propuesta de la OMS las leucemias blásticas que se limitan a las series eritroides se llaman de malignidad puramente eritroide.